# Battista Rovida
Edoardo Battista Rovida (Turano, 11 gennaio 1899 – ...) è stato un allenatore di calcio italiano, all'anagrafe di Turano come Edoardo Battista Rovida e citato sempre come Rovida (I).

## Carriera

### Giocatore
Inizia a giocare nello S.C. Savoia di Lodi di cui è spesso anche il capitano.
Nella stagione 1921-1922 ha militato nel Fanfulla, che ha vinto il suo girone di Promozione (seconda serie dell'epoca) venendo successivamente ammesso nella nuova Seconda Divisione, categoria in cui Rovida ha giocato sempre con la squadra bianconera nelle stagioni 1922-1923 e 1924-1925, nelle due successive stagioni ne è stato allenatore e giocatore.

### Allenatore
Nella stagione 1925-1926 ha allenato il Fanfulla in Seconda Divisione, la seconda serie dell'epoca; nella stagione 1926-1927 ha allenato la squadra lodigiana ancora in Seconda Divisione, categoria nel frattempo declassata a terzo livello del calcio italiano.

## Palmarès

### Giocatore

#### Competizioni nazionali
- Promozione: 1

Fanfulla: 1921-1922 (girone B)